# أفيون قره حصار (محافظة)
أفيون قره حصار هي إحدى محافظات تركيا تقع في منطقة إيجة. عاصمتها مدينة أفيون قره حصار، تبلغ مساحتها 14,532 كم²، ويبلغ عدد سكانها 812,416 نسمة، كما يبلغ معدل الكثافة السكانية 55 نسمة/كم²، تقع في غرب تركيا، ويميزها العلاج بالطين الغني بالمواد المعدنية.

## معرض صور

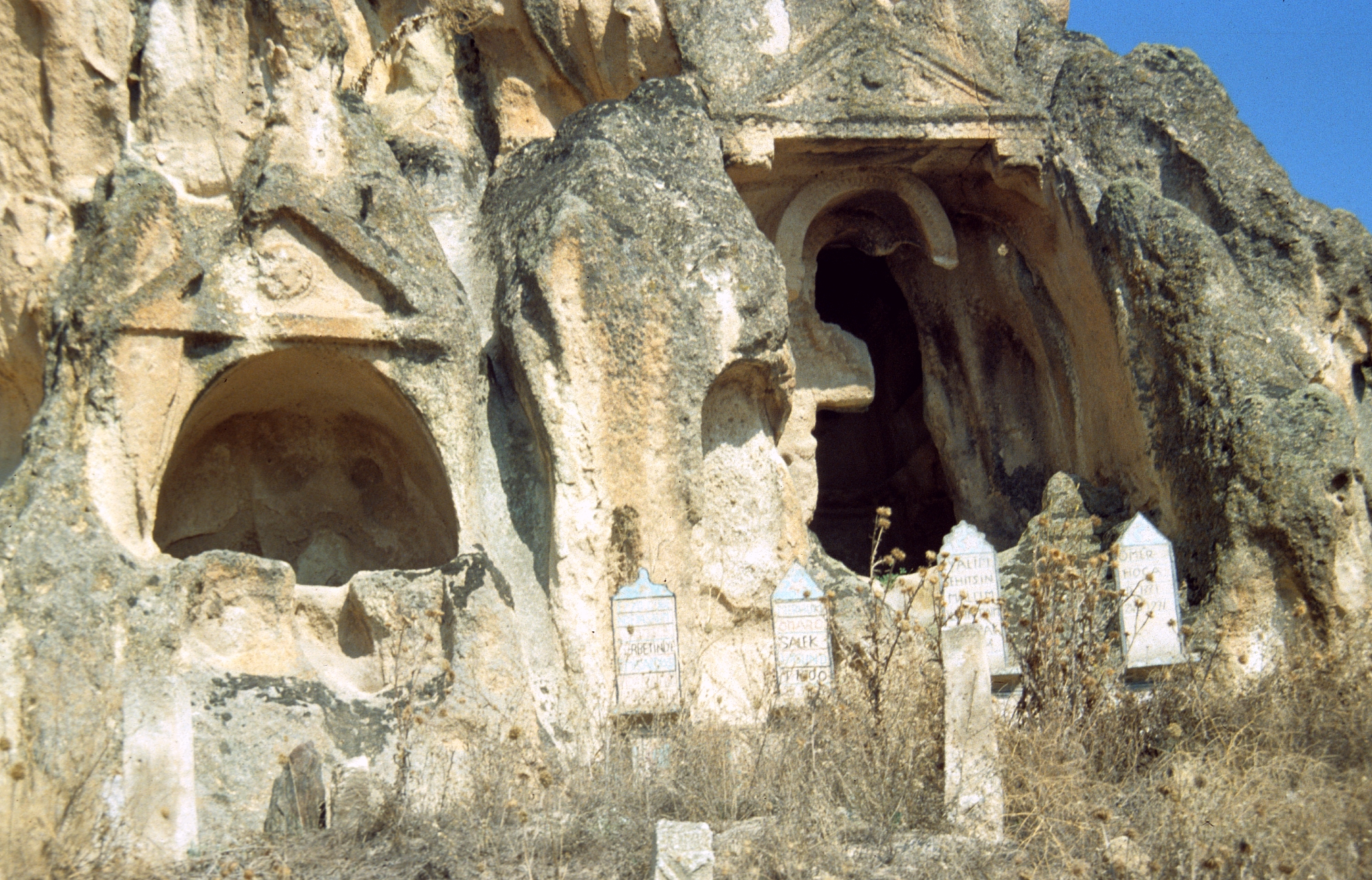
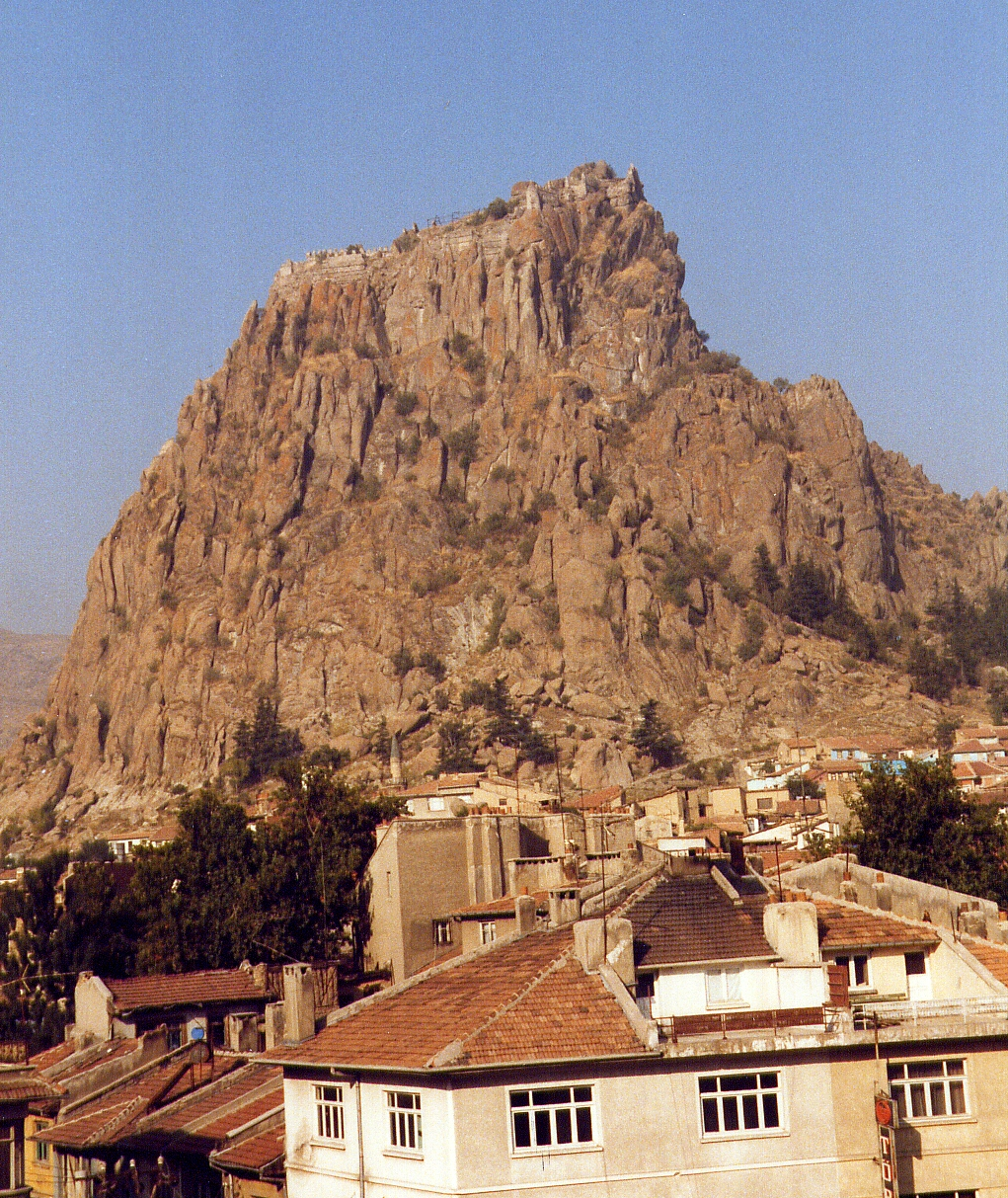
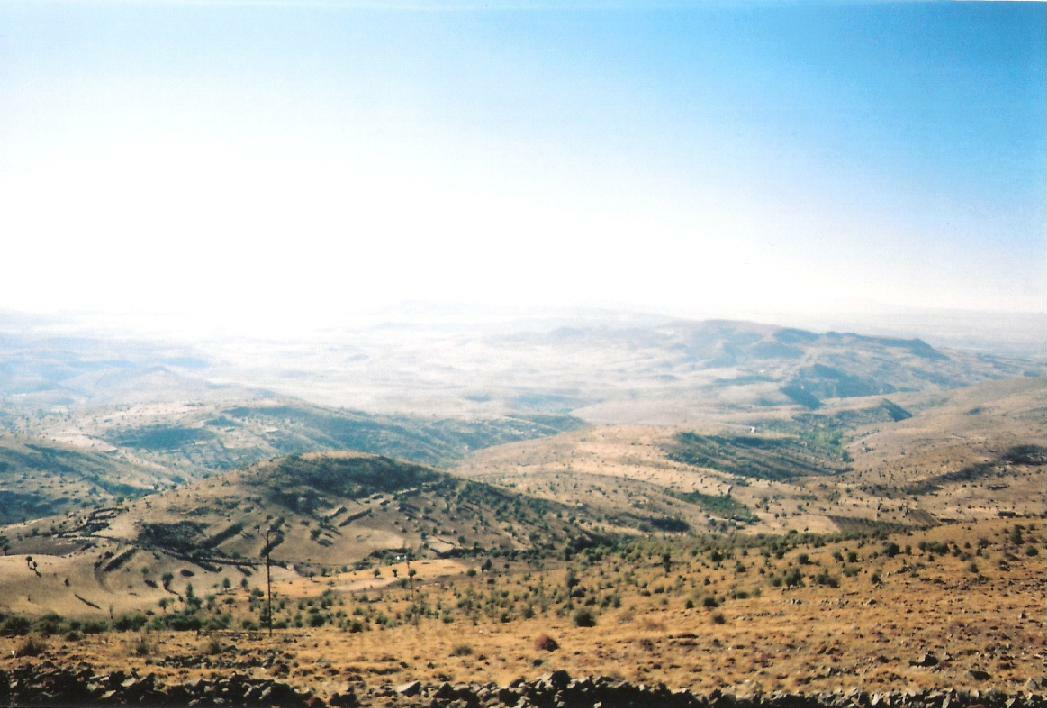

## وصلات خارجية
- مدينة أفيون التركية التاريخية على يوتيوب- قناة الجزيرة